# 南瓦ケ町
- 南瓦ヶ町

南瓦ケ町（みなみかわらけちょう）は、江戸期から現在にかけての青森県弘前市の地名。郵便番号は036-8014。2017年6月1日現在の人口は20人、世帯数は16世帯。

## 地理
弘前城の南東部に位置し、町域の北部は西川岸町・田代町・坂本町、東部は中瓦ケ町、南部は上瓦ケ町、西部は土手町に接する。

## 歴史
- 寛文13年 - 弘前中惣屋敷絵図によれば、不完全ながら町割りがされ、14の武家屋敷がある（うち空家1）。

### 沿革
- 慶安2年 - 弘前古御絵図では町割りはされていないが、近辺に瓦屋が二軒あり、周囲の上・北・中瓦ケ町に対すると考えられる。
- 江戸期 - 弘前城下の一町。
- 1889年（明治22年） - 弘前市に所属。

## 施設

### 医療
- いくこ耳鼻科クリニック
- 松田薬局

## 小・中学校の学区
市立小・中学校に通う場合、学区は以下の通りとなる。
| 大字     | 番地 | 小学校             | 中学校             |
| -------- | ---- | ------------------ | ------------------ |
| 南瓦ケ町 | 全域 | 弘前市立大成小学校 | 弘前市立第三中学校 |

## 交通
- 弘南バス
  - 南瓦ヶ町（ためのぶ号 津軽藩ねぷた村経由 - りんご公園線）停留所。
    - 最寄だが、夏季（4月～11月）のみの運行で、4往復のみの運行である。また、1月上旬に土手町で行われる消防団出初式の日は、午前中にバス路線の一部が当地と徒町経由になるため、南瓦ヶ町停留所が利用できる。

  - 中土手町（土手町循環100円バス、他）停留所。